# Harold A. Hartog
Harold Samuel Arnold Hartog (* 21. Dezember 1910 in Nijmegen in den Niederlanden; † 23. September 2007 in Hamburg-Blankenese) war Vorstandsvorsitzender des Unilever-Konzerns, Mäzen und Stifter.

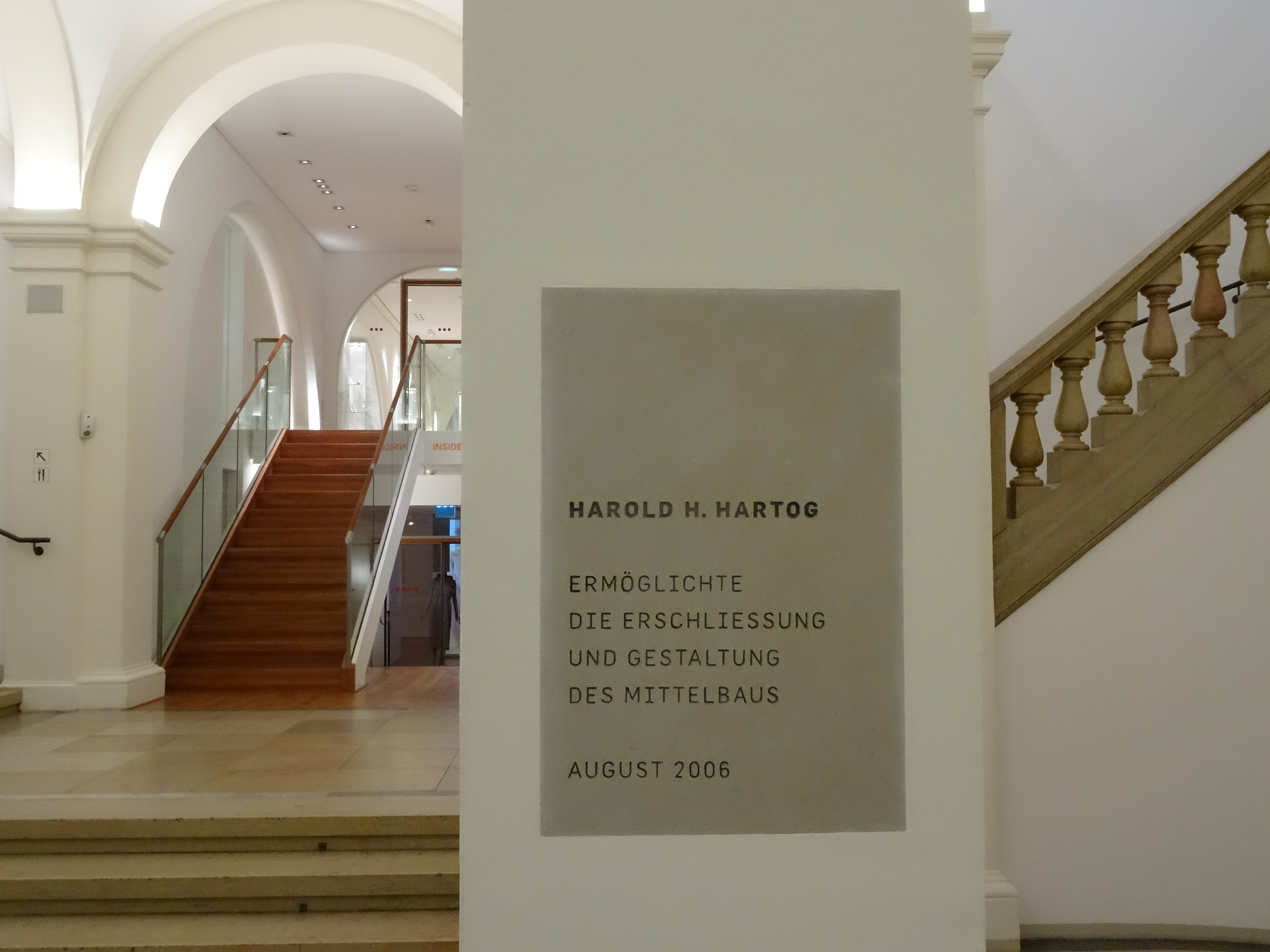
Die Ehrentafel an der Haupttreppe des MKG

## Leben
Harold A. Hartog entstammte einer jüdischen Familie, die zu den Gründerfamilien („Margarine Unie“) von Unilever gehört. Nach seiner Ausbildung in der Schweiz verzichtete er auf ein Universitätsstudium und startete 1930 direkt als Trainee bei Unilever in London. Es folgten weitere Stationen in Danzig und Paris, bevor er und seine Familie aufgrund der Machtübernahme der Nationalsozialisten gezwungen waren zu fliehen. Hartog gelang die Flucht über Portugal nach England, bevor er sich in Amerika wieder mit seiner Familie vereinen konnte. In England wurde er Mitglied der niederländischen Exilarmee. Während seine Eltern und Schwestern nach Kriegsende in den Vereinigten Staaten blieben, kehrte Harold A. Hartog nach Europa zurück. Er behielt seine niederländische Staatsbürgerschaft bei, auch wenn er über mehrere Jahrzehnte in Hamburg lebte. Sein gesamtes Berufsleben stellte er in den Dienst der Unilever AG. 1948 wurde er bereits in das Board von Unilever berufen und gab wesentliche Impulse für den Wiederaufbau des Unternehmens in Europa nach dem Zweiten Weltkrieg. Auf ihn geht die noch heute gültige, nach Produktgruppen ausgerichtete Organisationsstruktur des Konzerns und damit verbundene Abkehr von regionalen Verantwortungsprinzipien zurück.
Später wurde er in das Overseas Committee berufen und führte schließlich von 1966 bis 1971 als Vorstandsvorsitzender Unilever N.V. den Gesamtkonzern.
In zweiter Ehe heiratete Harold A. Hartog im Jahr 1963 Ingeborg Luise Krahn (* 14. Mai 1911 in Meßdorf; † 27. Juni 1997 in Hamburg-Blankenese). Das Paar lebte seit 1971 in Hamburg-Blankenese und wurde auf dem Friedhof Blankenese auch beigesetzt.

## Wirken

### Mäzen für das Museum für Kunst und Gewerbe Hamburg
Über mehrere Jahre engagierte sich Harold A. Hartog in hohem Maße – mit insgesamt rund 15 Millionen Euro – für das Museum für Kunst und Gewerbe Hamburg und ermöglichte mit der Schenkung seiner bedeutenden Porzellansammlung die Einrichtung der Ostasiatischen Abteilung. Darüber hinaus unterstützte Harold A. Hartog das Museum auch maßgeblich bei baulichen Erneuerungen, Ausstellungen und übernahm Personalkosten. Der Hartog-Flügel sowie die Hartog-Galerie wurden nach ihm benannt. Hartog war Ehrenmitglied der Justus Brinckmann Gesellschaft, des Freundeskreises des Museums für Kunst und Gewerbe Hamburg.

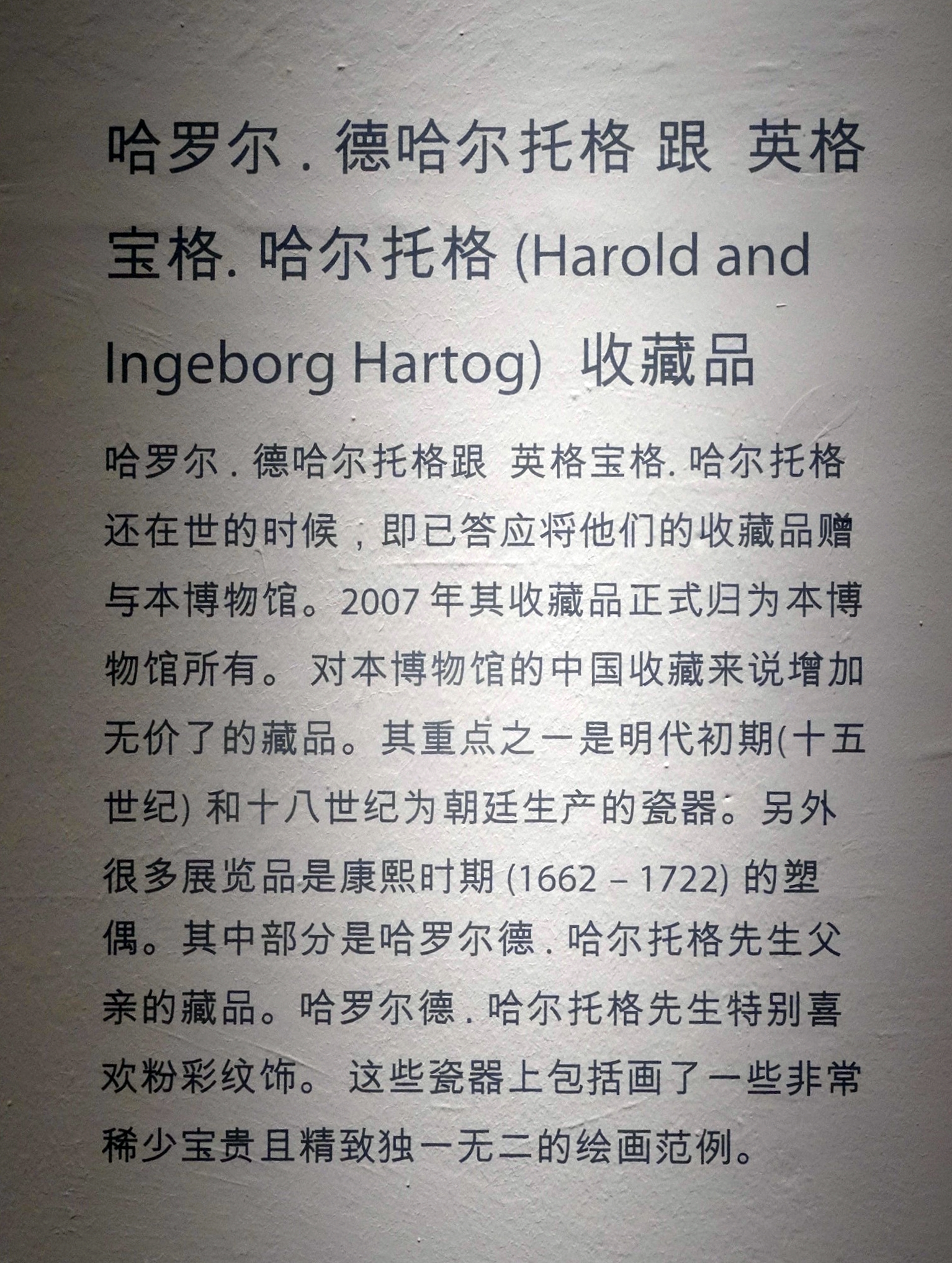
Chinesische Tafel am Eingang zur Hartog-Sammlung im MKG Hamburg

Die „Hartog-Galerie“ im Museum für Kunst und Gewerbe enthält über 100 Objekte aus chinesischem Porzellan, zumeist aus der Qing-Dynastie.

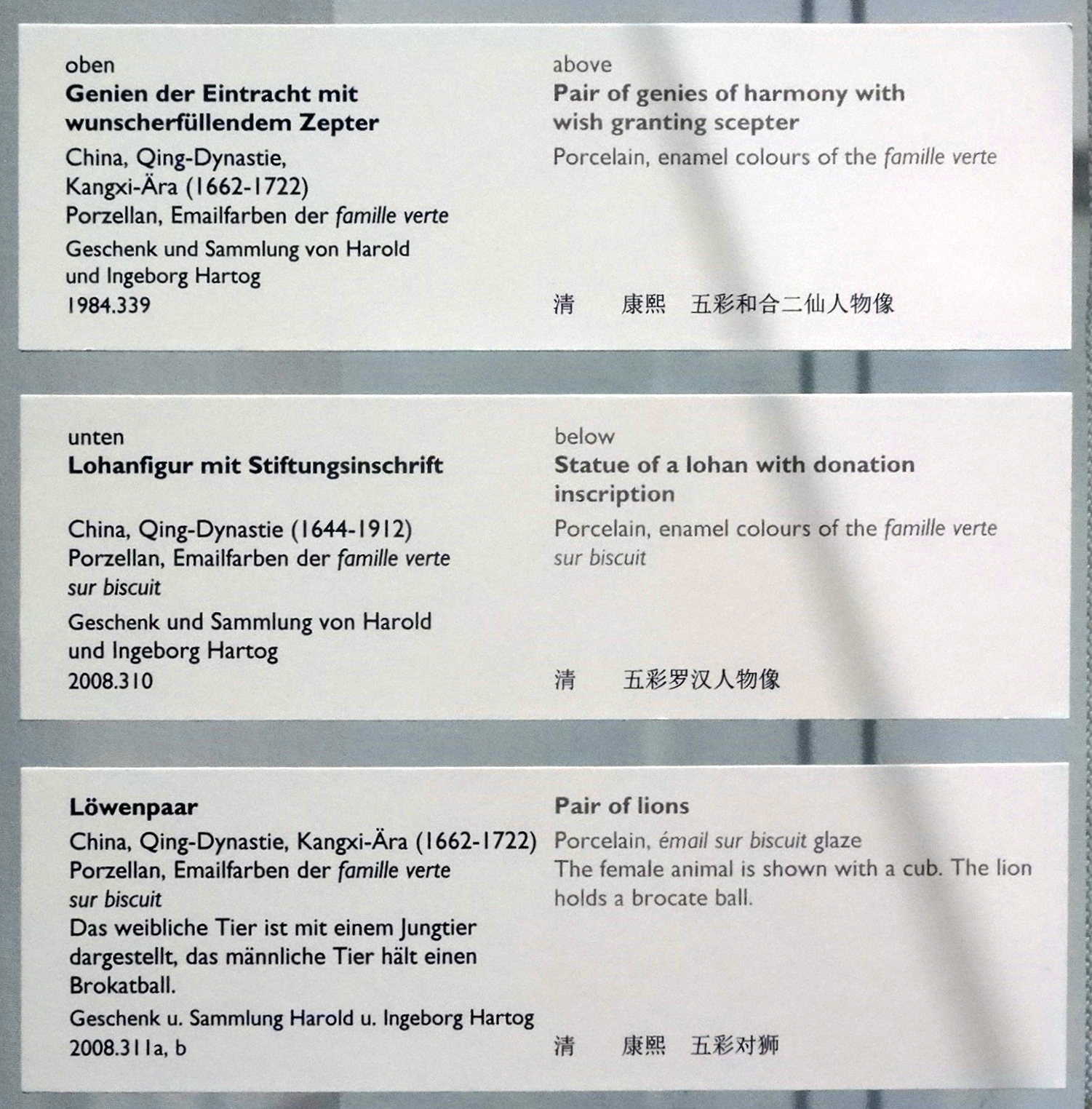
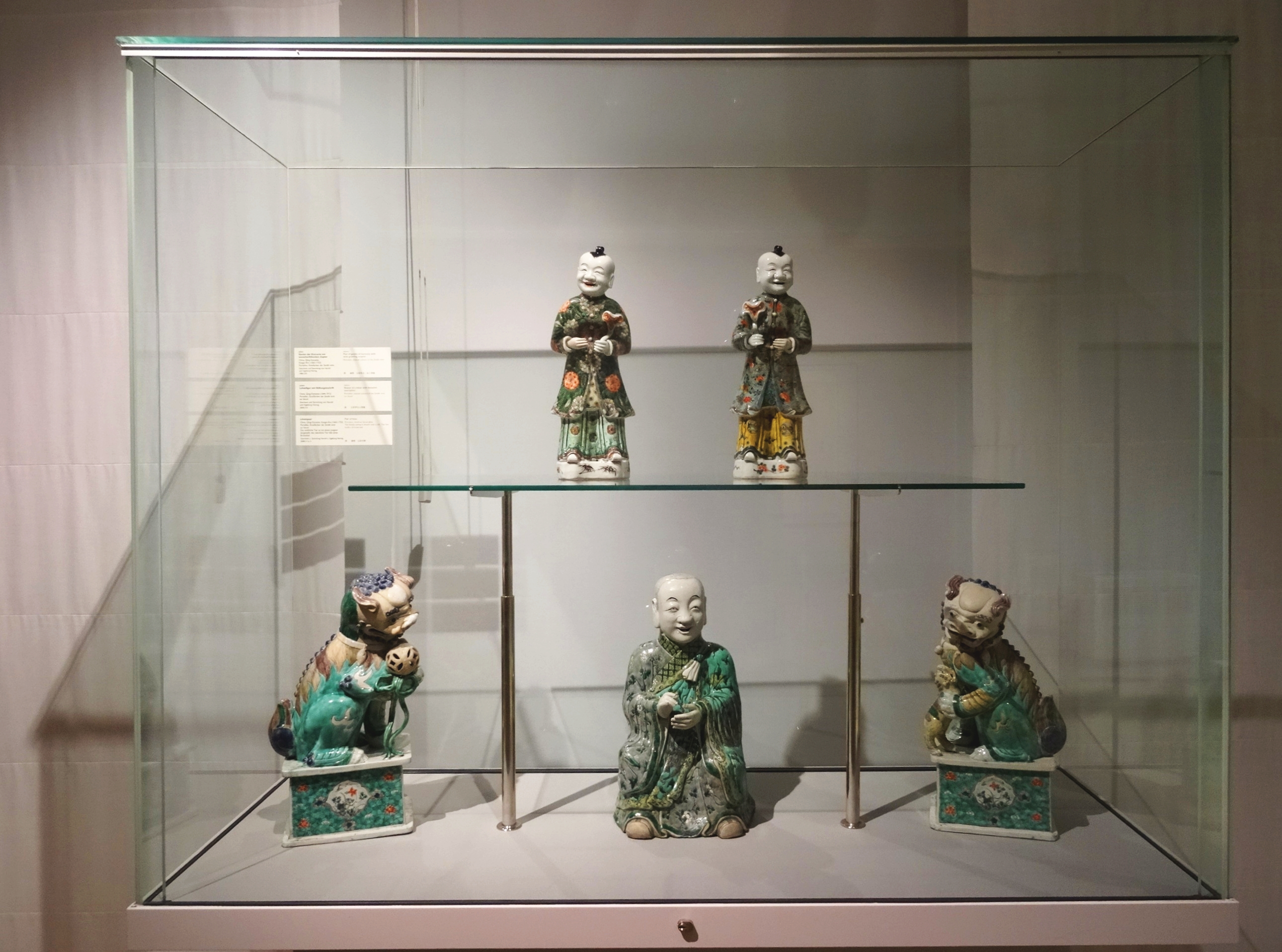
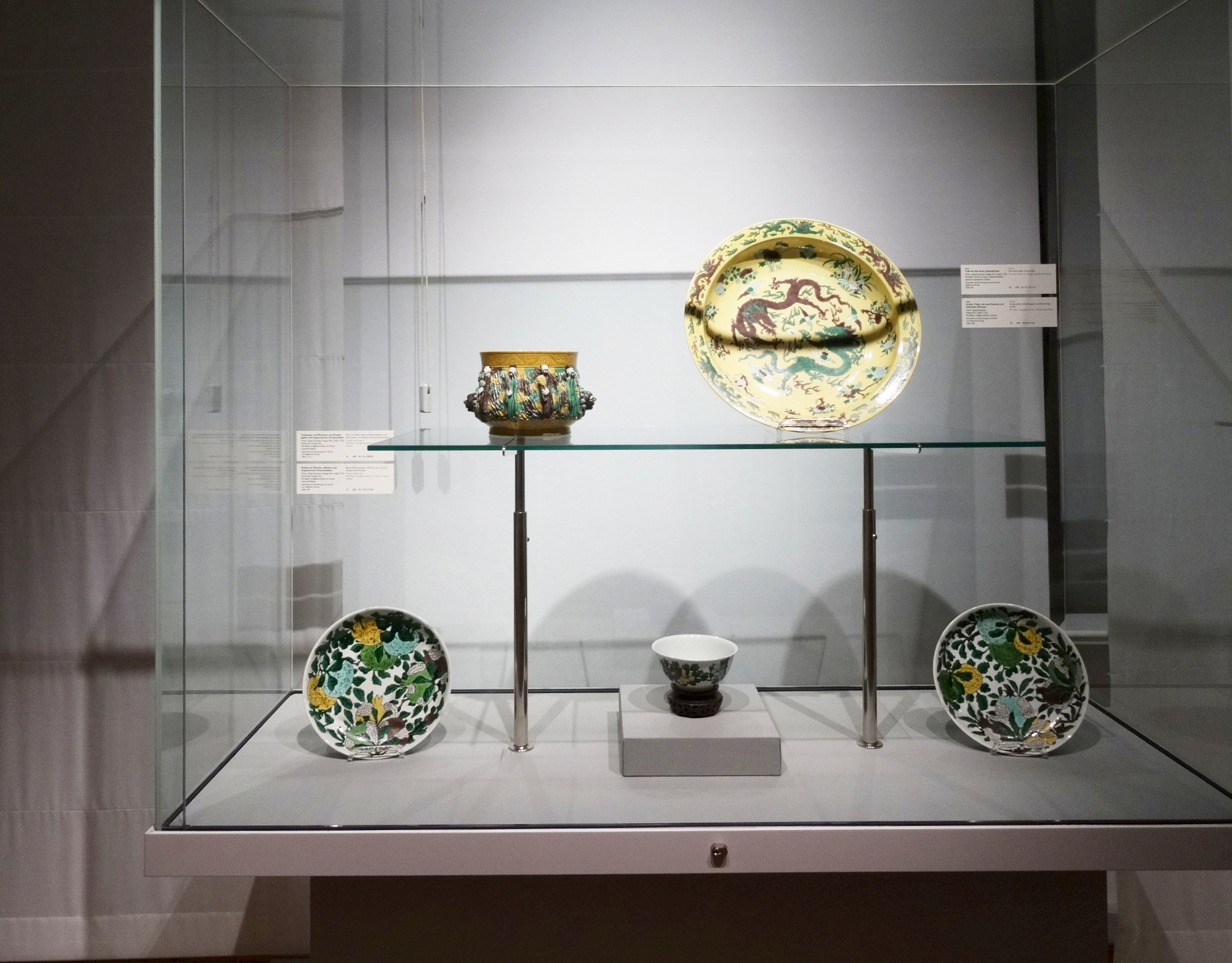
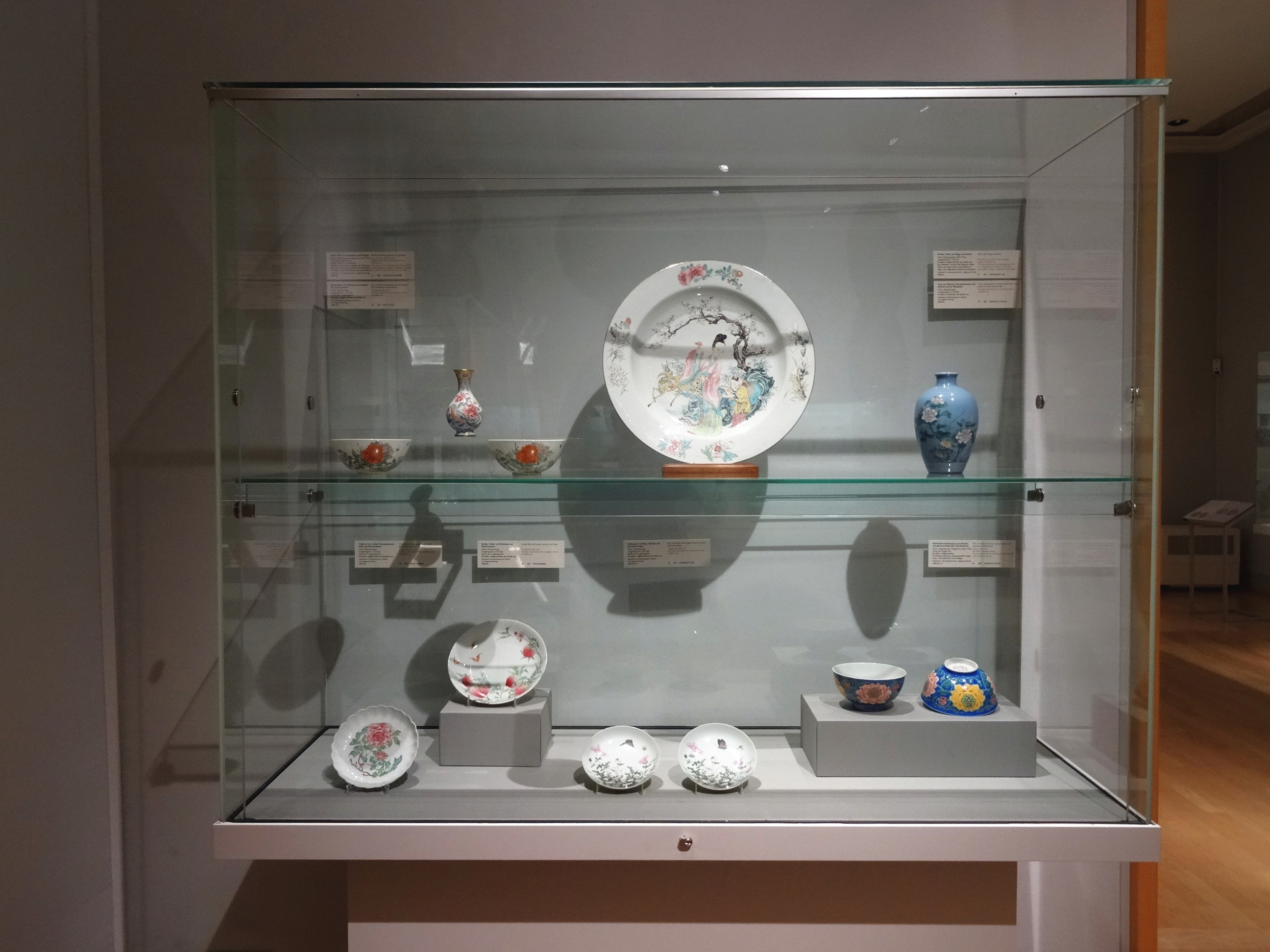
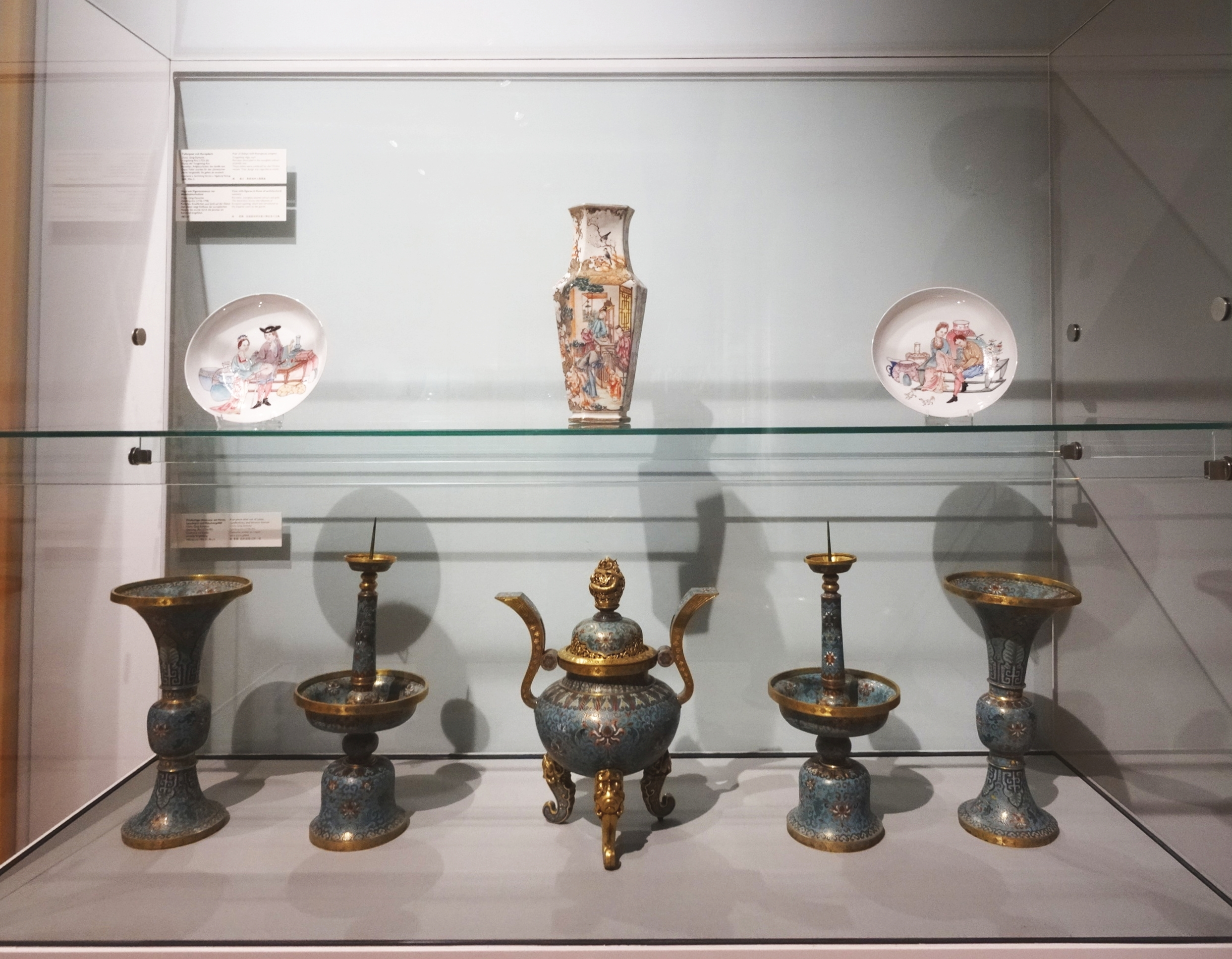

Der „Hartog-Flügel“ im Museum für Kunst und Gewerbe, dessen Realisierung Hartog großzügig möglich machte, enthält in der Mittelachse des Hauses am Steintorplatz eine äußerst kostbare Sammlung von Fayencen und Porzellanen. Sie genießt bei den Keramikfreunden höchste Anerkennung.
Der „Hartog-Flügel“ wurde 2006 fertiggestellt, so dass Harold A. Hartog die Sammlung an diesem neuen Präsentationsort noch vor seinem Tod (mit 96 Jahren) mit großer Freude erleben konnte.
Hamburgs Bürgermeister a. D. Henning Voscherau hielt bei der Gedenkfeier zum 100. Geburtstag von Harold A. Hartog am 21. Dezember 2010 im Spiegelsaal des Museums für Kunst und Gewerbe eine bemerkenswerte Rede: „Kultur und Mäzenatentum - Hamburg Hauptstadt der Stifter“ mit dem abschließenden Satz: „Achten wir gerade im Andenken unseres heutigen Jubilars, unseres jüdischen Mäzens Harold A. Hartog auf die Fundamente einer so verstandenen Gesellschaft: staatsbürgerliche Gesinnung, Kultur und Mäzenatentum“.

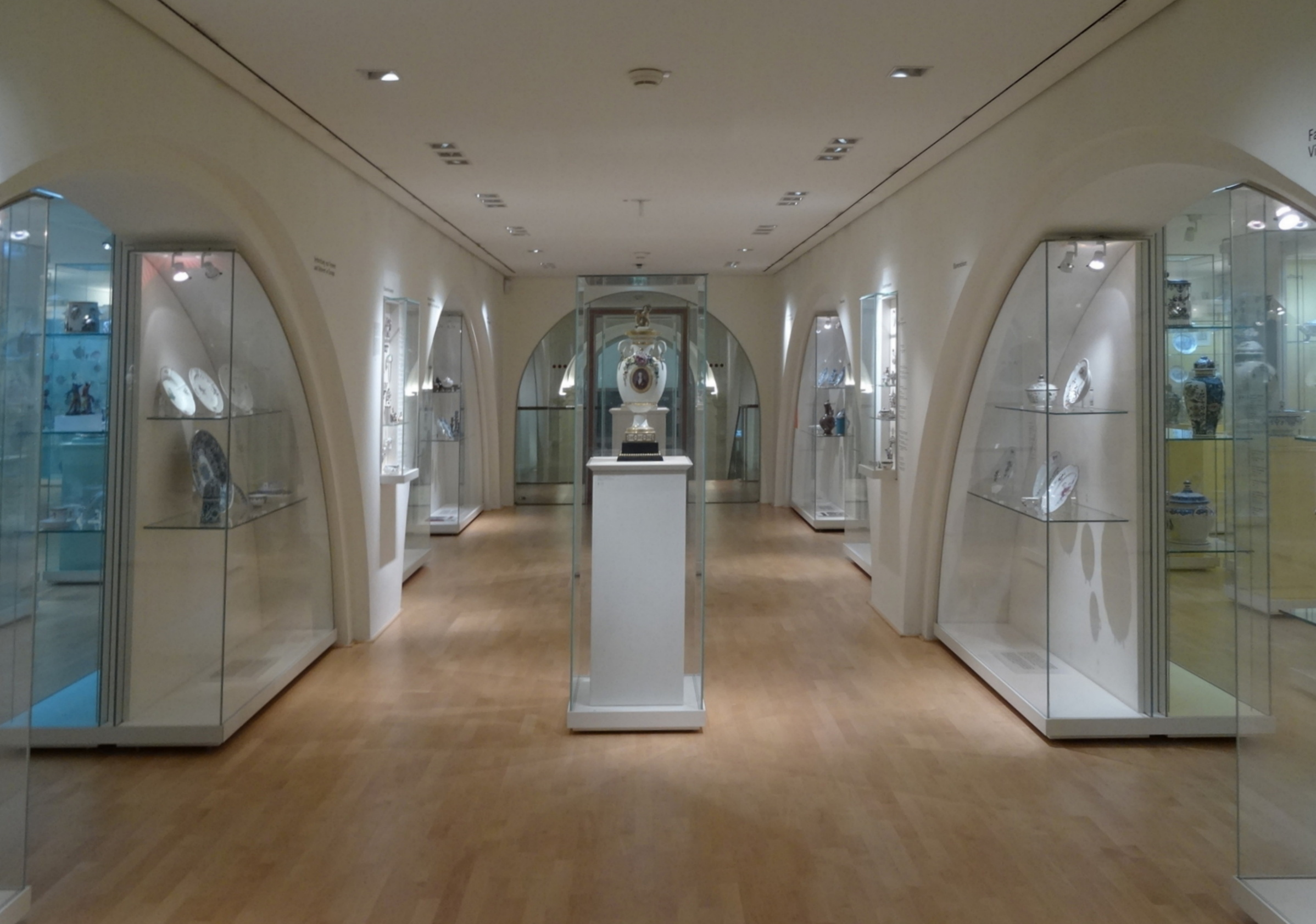
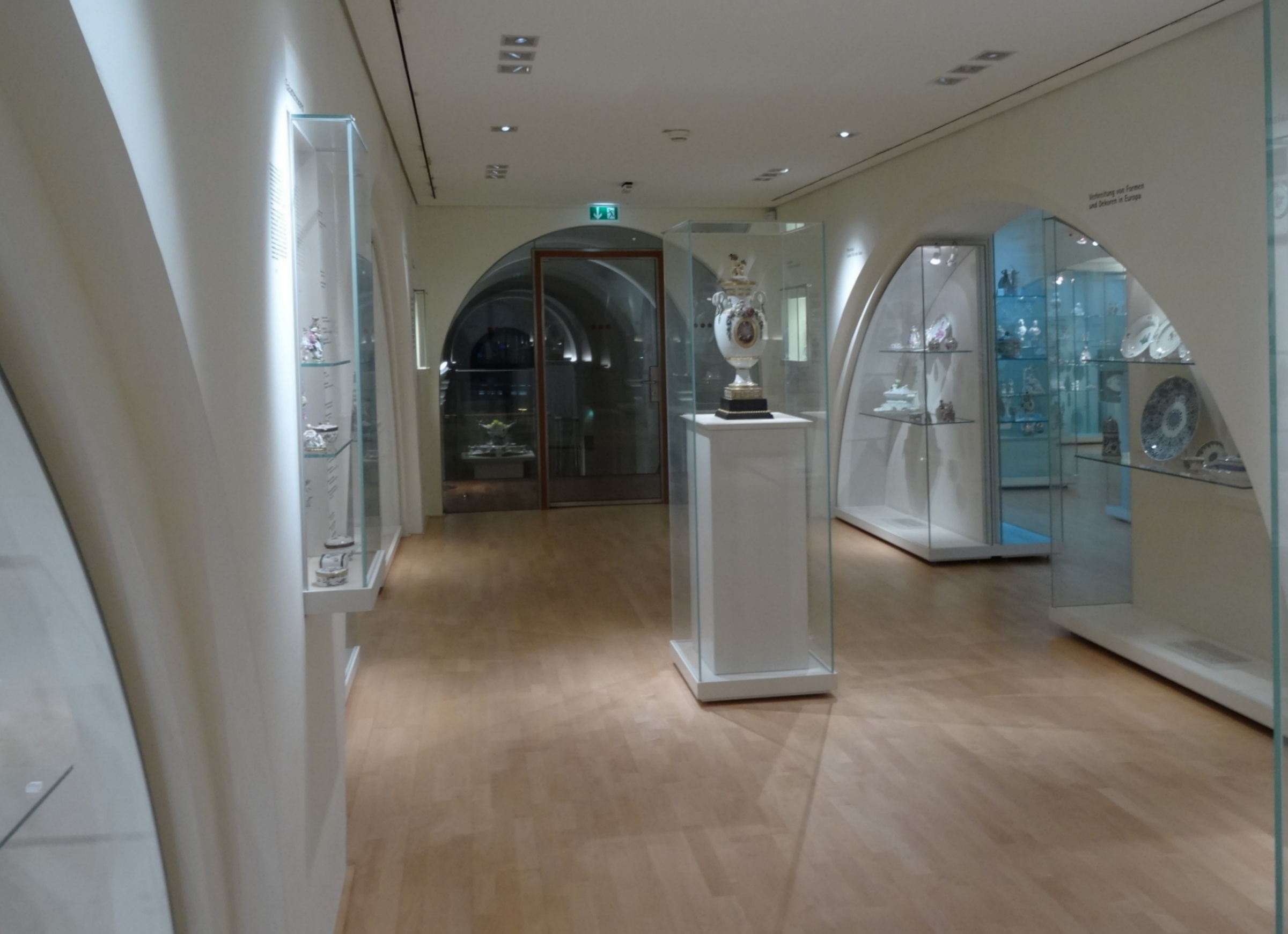
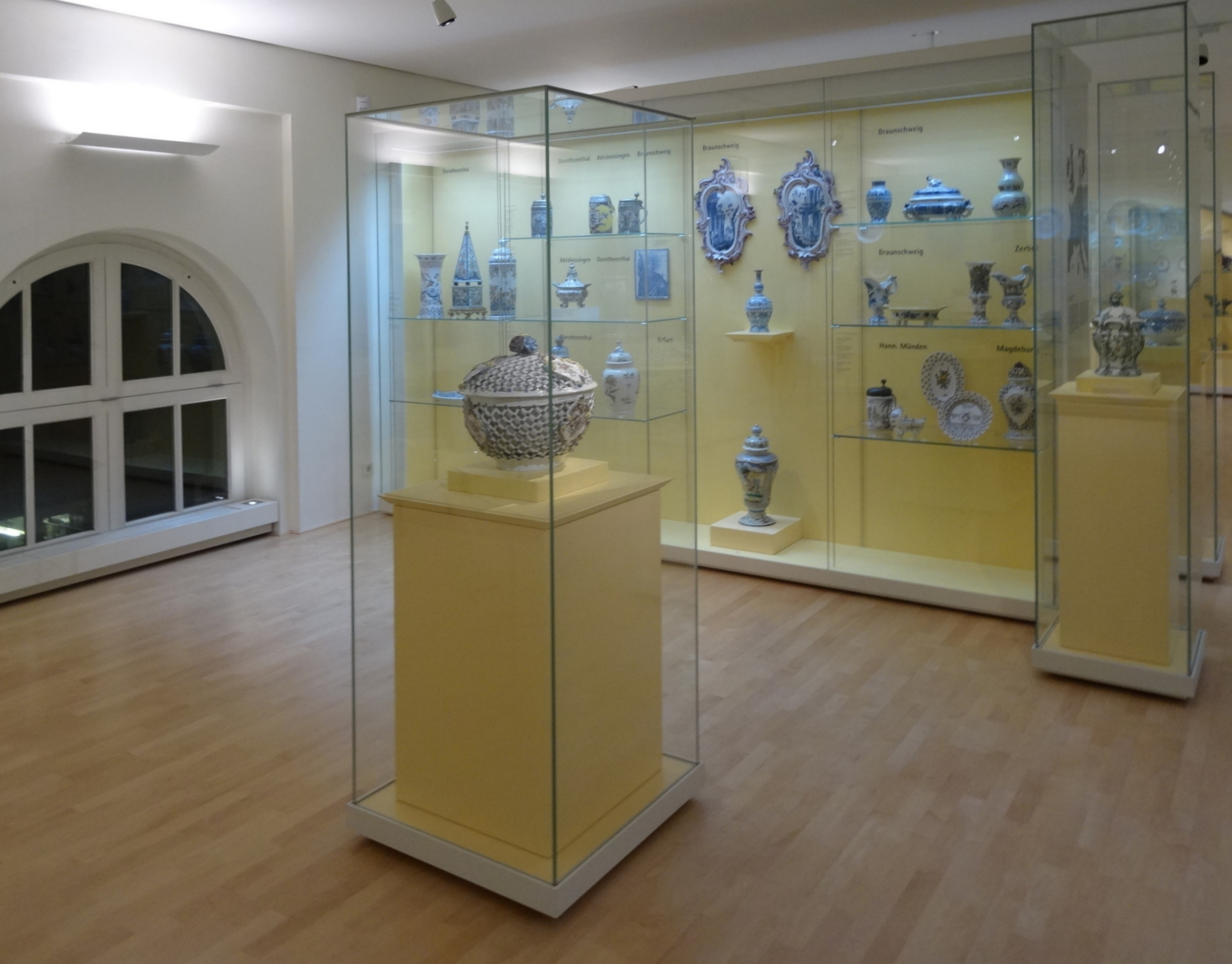
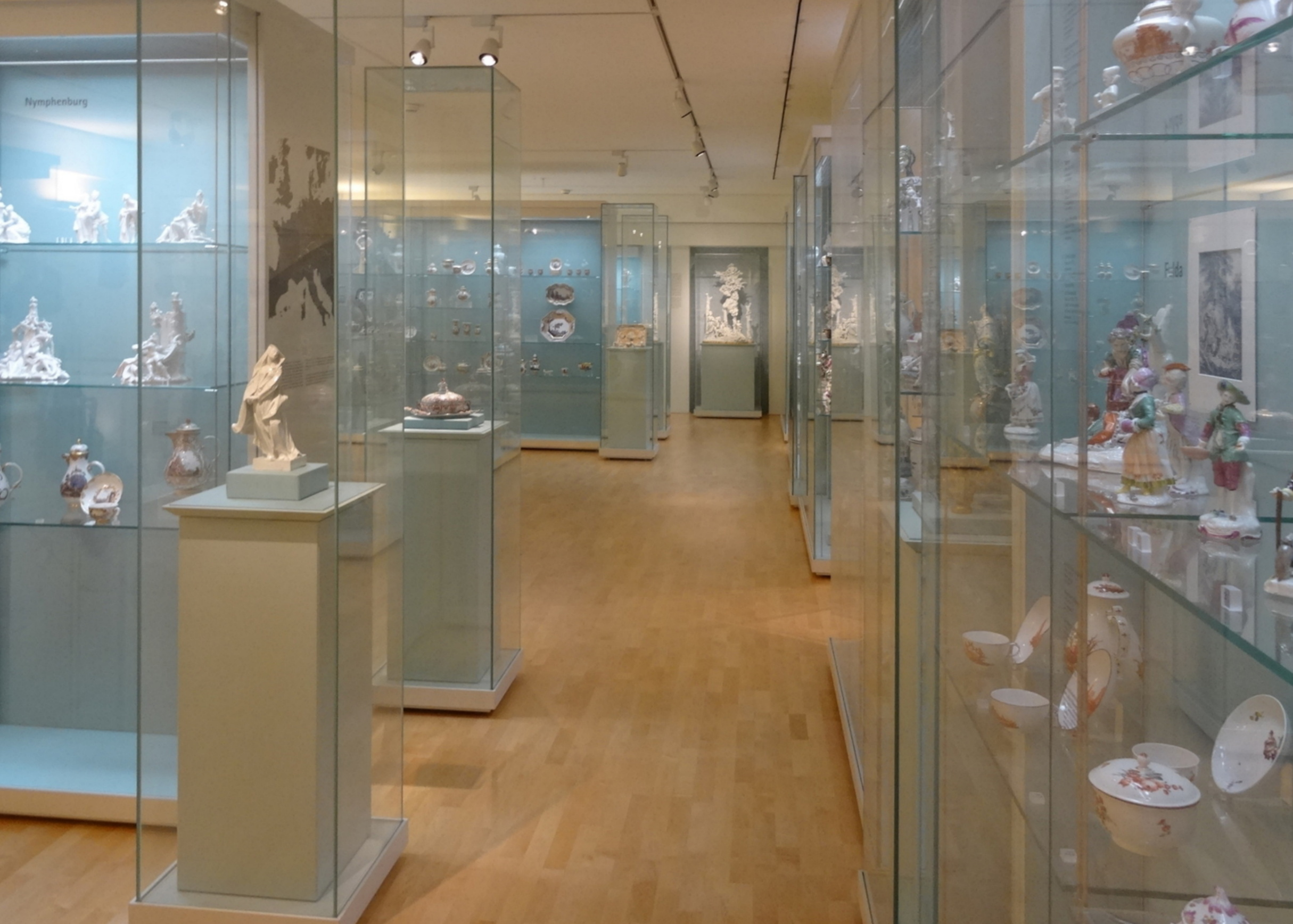
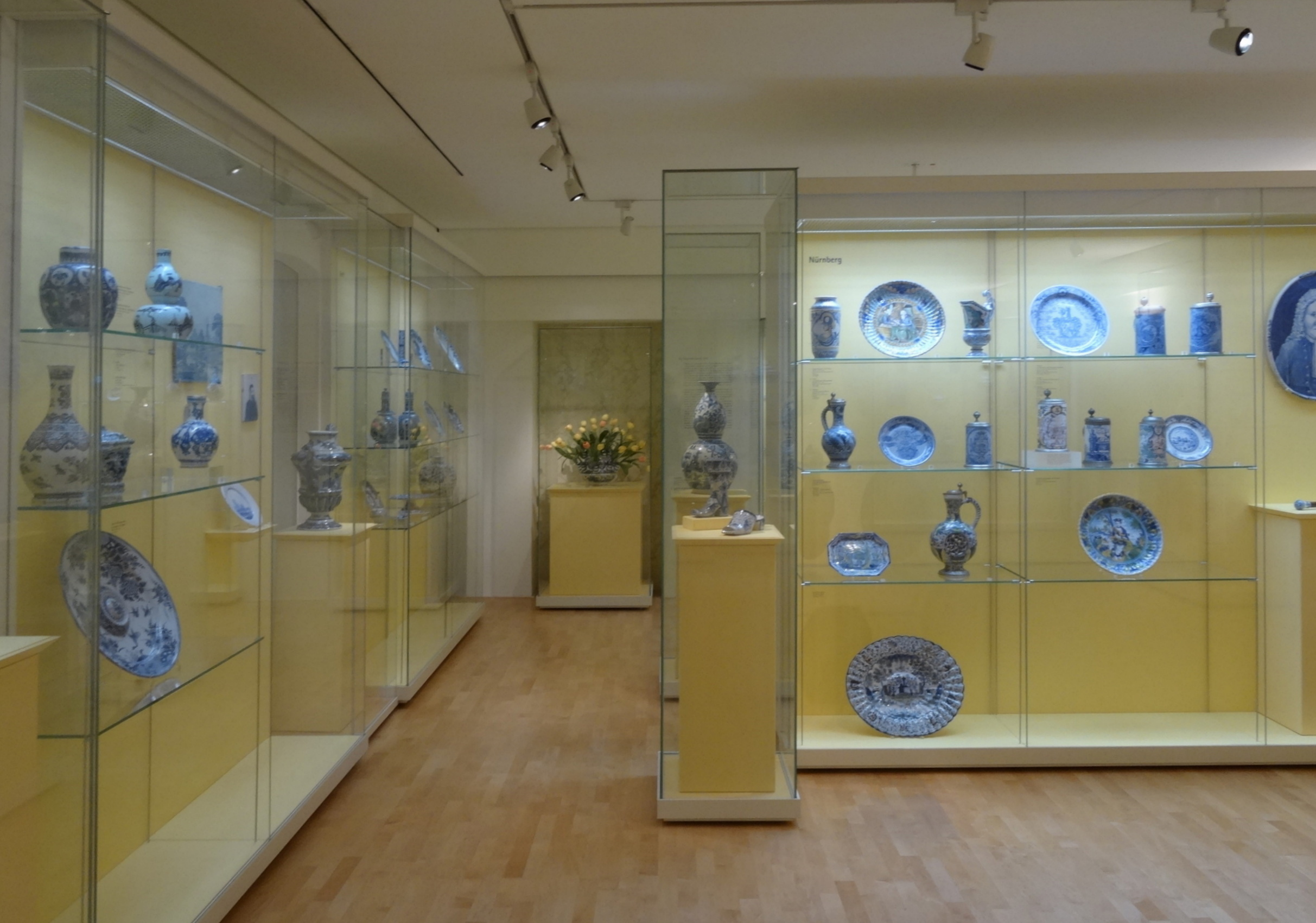
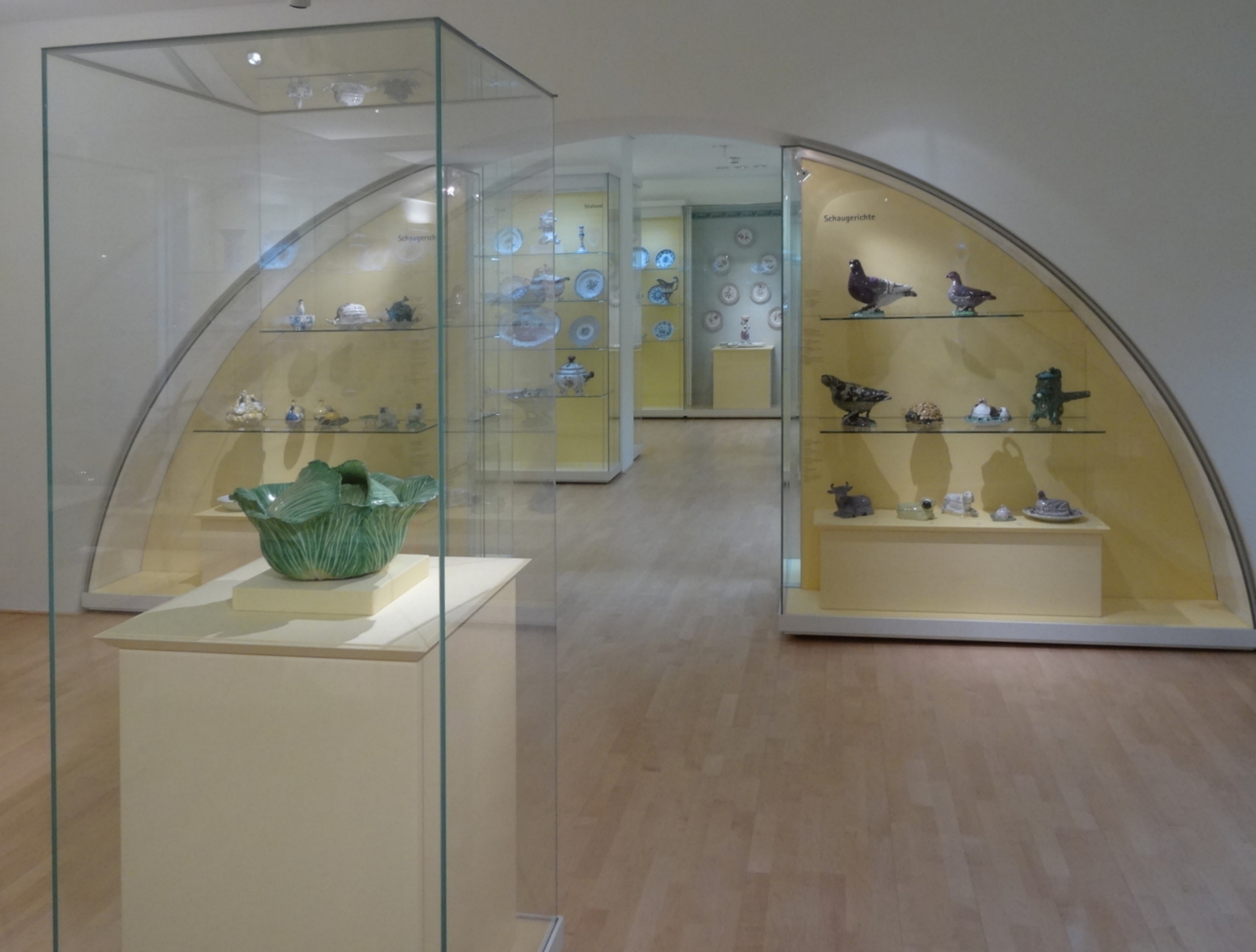
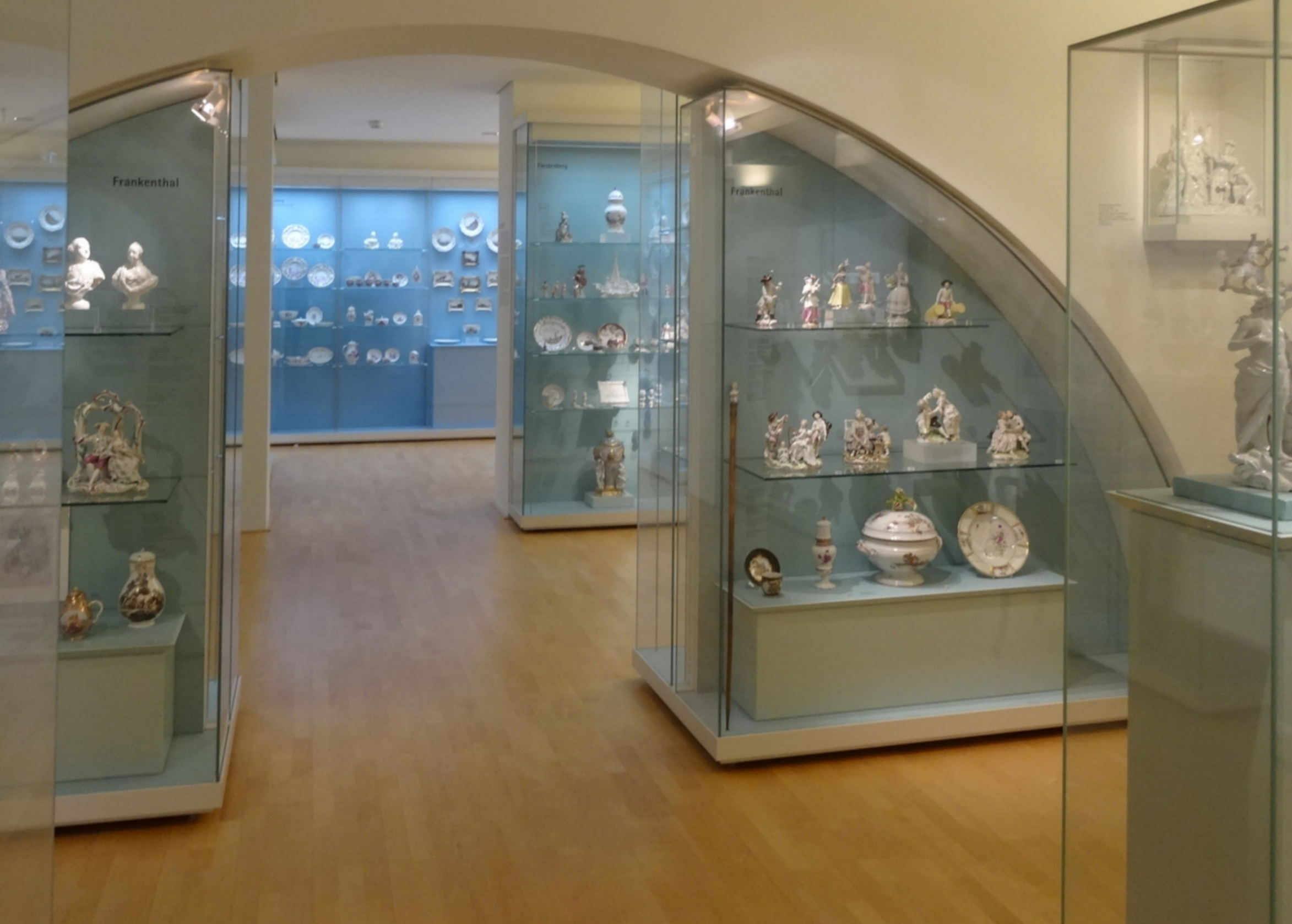
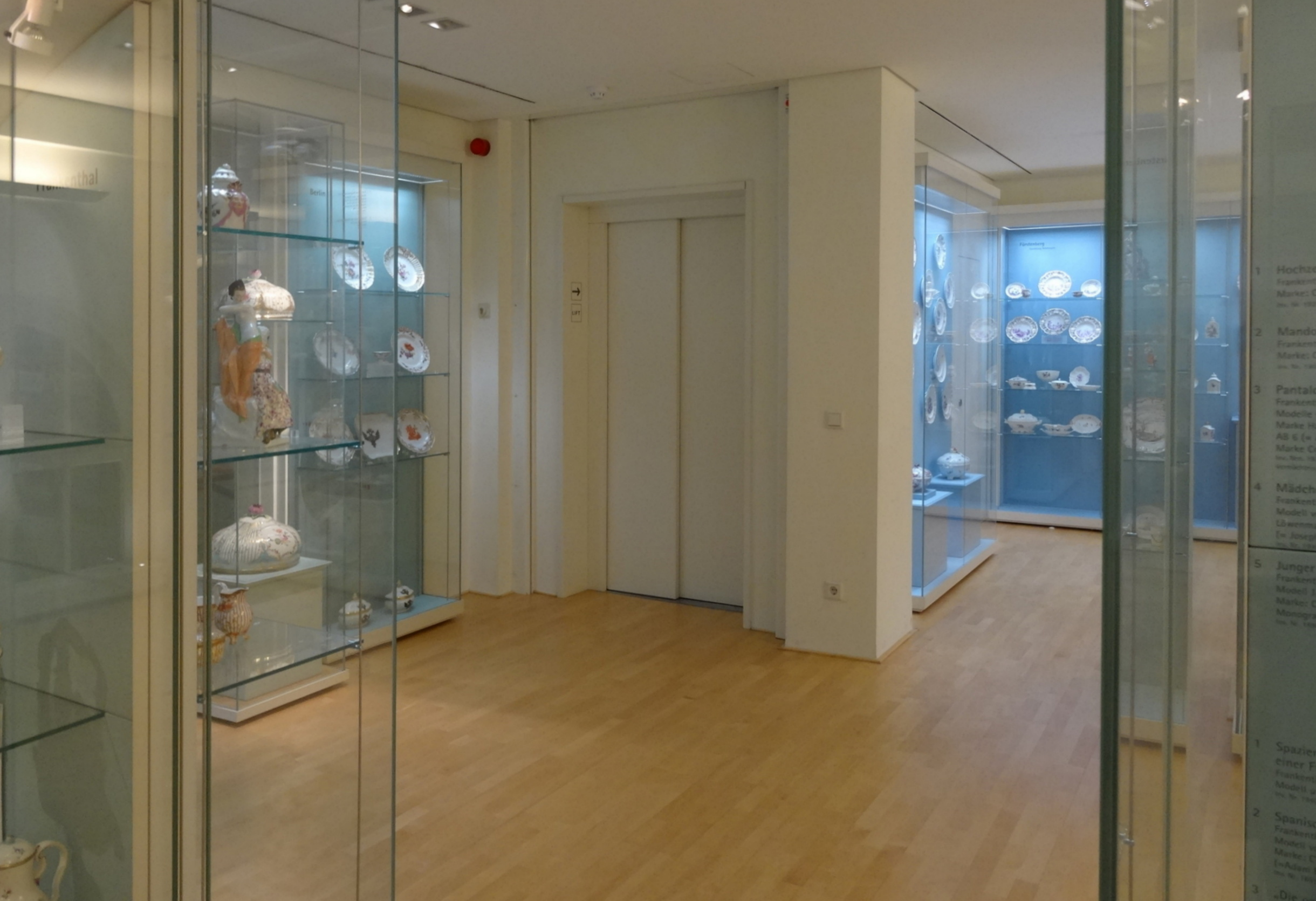
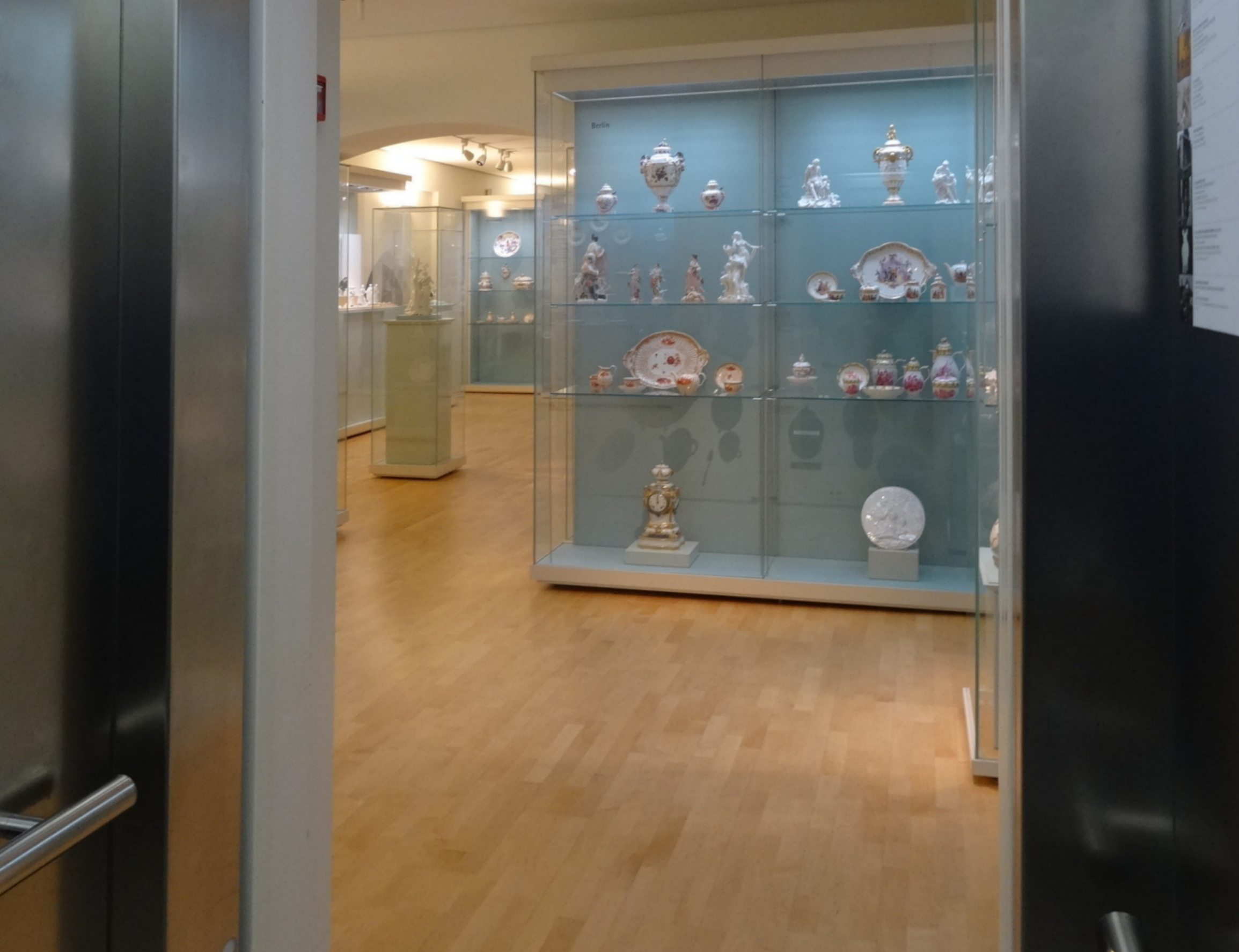

Für beide Ausstellungsorte im Museum für Kunst und Gewerbe ermöglichte Harold A. Hartog, dass die besonders qualitätvollen Spezialvitrinen der Fa. Reier aus Lauta/Sachsen eingebaut werden konnten.
„Für alle seine „Museums-Großtaten“ war Harold Hartog schon 1984 mit der Ehrenmitgliedschaft der Justus Brinkmann Gesellschaft des Freundeskreises des Museums für Kunst und Gewerbe, ausgezeichnet worden. 1992 folgte eine selten vergebene bronzene Ehrenplakette mit dem Porträt von Justus Brinkmann, Nachguss eines Reliefs von Ernst Barlach aus dem Jahr 1902.“

### Stiftung Harold A. und Ingeborg L. Hartog
Die gemeinnützige Stiftung „Harold A. und Ingeborg L. Hartog“ wurde 2005 von dem Stifter in Hamburg ins Leben gerufen. Neben dem Interesse an Kunst und Kultur war es dem Ehepaar Hartog ein Bedürfnis, soziale Einrichtungen zu unterstützen. So wurde im Testament verfügt, dass das Vermögen in die Stiftung übergehen sollte, um so über den Tod hinaus soziale Projekte zu unterstützen.

### Weitere Stiftungen und Ehrungen
Hartog war 2000 Stifter und Namensgeber der „The Harold Hartog School of Government and Policy“ an der Universität Tel Aviv; 2001 wurde er mit einer Ehrendoktorwürde der Universität ausgezeichnet.
Er war Träger hoher englischer und niederländischer Orden, so des „Honorary Knight Commander of the Order of the British Empire“.